# Karl Menninger (Mediziner)

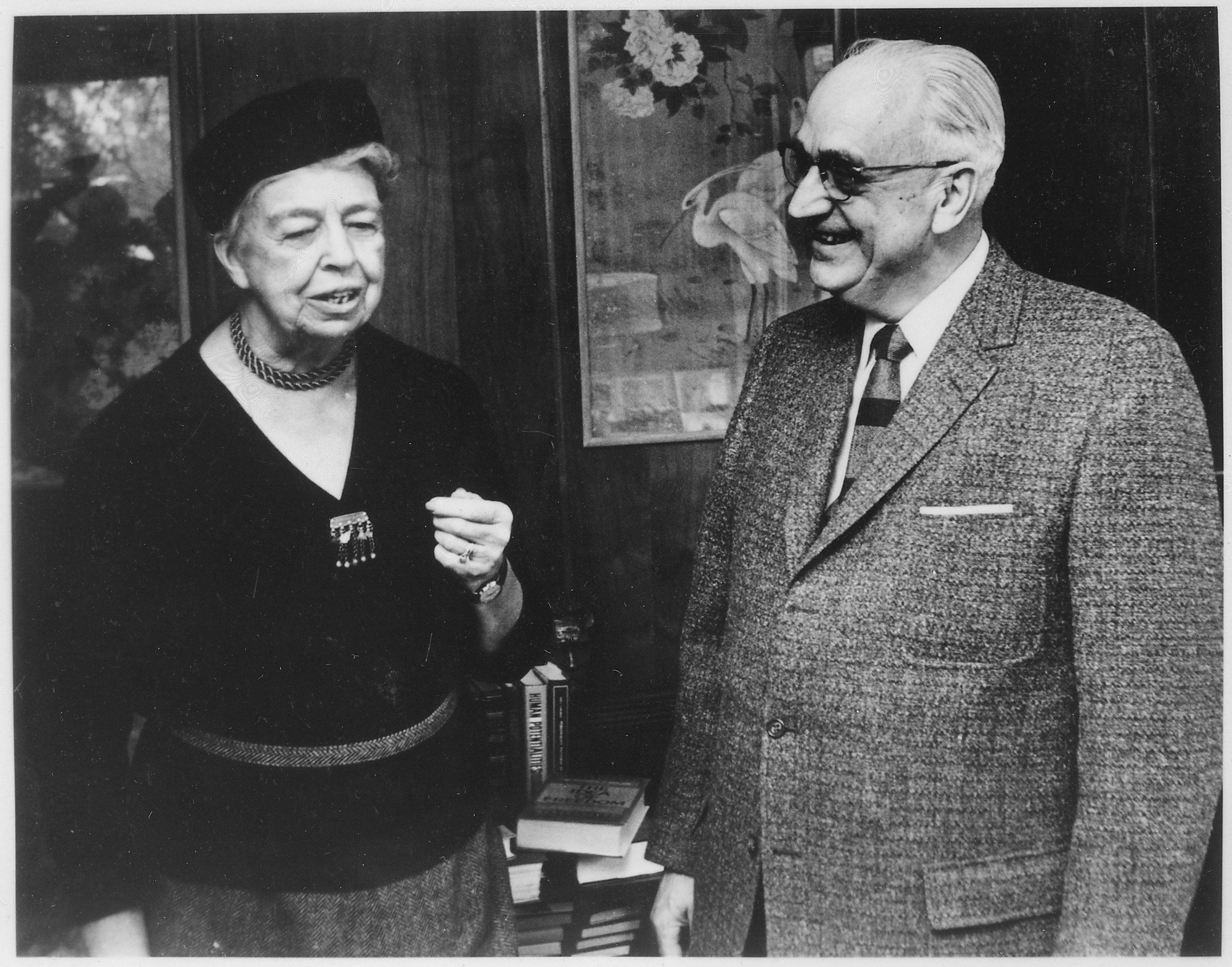
Eleanor Roosevelt und Karl Menninger 1959 in Topeka

Karl Augustus Menninger  (* 22. Juli 1893 in Topeka; † 18. Juli 1990 ebenda) war ein US-amerikanischer Psychiater und Mitglied der Menninger-Familie, die Begründer der Menninger Foundation und der Menninger-Klinik in Topeka (Kansas) war.

## Leben
Er wurde am 22. Juli 1893 in Topeka als Sohn von Florenca Vesta (Kinsley) und Charles Frederick Menninger geboren. Er besuchte die Indiana University Bloomington, die Washburn University und die University of Wisconsin–Madison. Er wurde bei der Harvard Medical School angenommen, wo er 1917 cum laude zum Arzt promovierte.
Während seines medizinischen Praktikums am Boston Psychopathic Hospital begann er sich für Psychiatrie und die psychische Verfassung des Menschen zu interessieren, als sein Mentor Elmer Ernest Southard ihn animierte, sich mit den emotionalen und geistigen Bedürfnissen von heranwachsenden Kindern zu befassen, deren Befriedigung grundlegend für eine gesunde geistige Entwicklung ist.
Menninger kehrte zurück nach Topeka, wo er 1919 zusammen mit seinem Vater die psychiatrische Menninger-Klinik gründete. Nachdem sie hinreichend viele Investoren gefunden hatten, eröffneten sie 1925 zudem das Menninger-Sanatorium. Auch sein jüngerer Bruder William C. Menninger, der eine große Rolle in der psychiatrischen Arbeit der U.S. Army spielte, schloss sich ihnen später an und erweiterte die Klinik um eine Anzahl psychiatrischer Versorgungsmöglichkeiten für Erwachsene und Kinder. 1941 wurde die Menninger Foundation gegründet. Menninger half unter anderem auch in Zusammenarbeit mit der Bundesregierung, das Winter Veterans Administration Hospital zu eröffnen, dessen Potential als Unterrichtsstätte für  Psychiatriestudenten er erkannte, was später der Antrieb zur Gründung der Karl Menninger School of Psychiatry wurde.
Karl A. Menninger war seit 1916 mit Grace Gaines verheiratet, mit der er drei Kinder hatte. Sie ließen sich im Februar 1941 scheiden. Am 9. September 1941 heiratete er erneut, und zwar Jeanetta Lyle. Die zwei adoptierten 1948 ihre Tochter Rosemary Menninger.
Er fungierte in seinem Leben oftmals als Berater in Gefängnisangelegenheiten und unterstützte die Entwicklung des Stone-Brandel Centers in Chicago. 1964 gründete er die Villages, Inc. Organisation, die vernachlässigten Kindern, Waisen und Kindern, die Opfer von Missbrauch geworden waren, Wohnmöglichkeiten anbot. Menninger war außerdem ein aktives Mitglied in 35 professionellen Organisation, einschließlich einer Amtszeit von 1941 bis 1942 als Präsident der American Psychoanalytic Association. Er hatte einen Sitz im Vorstand der Direktoren von 22 Gesellschaften und allgemein anerkannte Professuren an sechs Universitäten und Ausbildungszentren.
Er versuchte zeit seines Lebens Christentum und Psychoanalyse zu verbinden. In diesem Sinne beschrieb er Homosexualität als abnormal.
Für sein Engagement wurde er vor seinem Tod am 18. Juli 1990 für viele Auszeichnungen in Betracht gezogen, unter anderem erhielt er 1981 die Freiheitsmedaille des Präsidenten von Jimmy Carter.

## Publizistisches Schaffen
Menninger verfasste eine Vielzahl an Büchern im Bereich der Psychiatrie, sein erstes Buch, der Bestseller The Human Mind, erschien 1930 und war eines der ersten bekannteren Werke über Psychohygiene und Psychiatrie.
Das Buch versuchte zu zeigen, wie die Welt des täglichen Lebens und die alltäglichen Probleme von psychisch Kranken in den Augen eines Psychiaters aussehen, und verschaffte so der amerikanischen Leserschaft neue Einblicke und eine zum Teil neue Sichtweise auf die Herangehensweise von damaligen Psychiatern und der Psychopathologie. Im Anschluss an den Erfolg dieses Werks tauchte sein Name in vielen Zeitungen und Magazinen auf, zu denen er selbst einige Artikel beisteuerte.
Es folgten unter anderem die bekannten Werke Man Against Himself, Love Against Hate, The Vital Balance und The Crime of Punishment.

## Werke (Auswahl)
- 1930. The Human Mind. Garden City, NY: Garden City Pub. Co.
- 1931. From Sin to Psychiatry, an Interview on the Way to Mental Health with Dr. Karl A. Menninger mit L. M. Birkhead. Little Blue Books Series #1585. Girard, Kansas: Haldeman-Julius Press.
- 1938. Man Against Himself. New York: Harcourt, Brace.
- 1950. Guide to Psychiatric Books; with a Suggested Basic Reading List. New York: Grune & Stratton.
- 1952. Manual for Psychiatric Case Study. New York: Grune & Stratton.
- 1958. Theory of Psychoanalytic Technique. New York: Basic Books.
- 1959. A Psychiatrist’s World: Selected Papers. New York: Viking Press.
- 1963. The Vital Balance: The Life Process in Mental Health and Illness. New York: Viking Penguin.
- 1968. Das Leben als Balance; seelische Gesundheit und Krankheit im Lebensprozess. München: R. Piper.
- 1968. The Crime of Punishment. New York: Penguin Books.
- 1972. A Guide to Psychiatric Books in English [by] Karl Menninger. New York: Grune & Stratton.
- 1973. Whatever Became of Sin?. New York: Hawthorn Books.
- 1978. The Human Mind Revisited: Essays in Honor of Karl A. Menninger. Editiert von Sydney Smith. International Universities Press New York.
- 1985. Conversations with Dr. Karl Menninger (Tonaufnahme)